# Laar
Laar község Németországban, Alsó-Szászországban, Bentheim-Grafschaft járásban. Lakosainak száma 2091 fő (2023. december 31.).

## Földrajza
Laar Hardenberg, Emlichheim és Wilsum községekkel határos.

### Közösségi struktúra
Laar község hat körzetből áll: Agterhorn, Echteler, Eschebrügge, Heesterkante, Laar és Vorwald.